# ネフェルカラー2世
ネフェルカラー2世とは、エジプト第7王朝の2代ファラオである。この王の名前は、アビドス王名表の42番目に刻まれており、メンカラーのすぐ後である。トリノ王名表にもその名が刻まれているが、トリノでは彼の後、いきなりカカラー・イビィが登場し、ネフェルカラー3世からアヌウまでの10人の王は省略されている。